# Modestas Pitrėnas
Modestas Pitrėnas (ur. 1974) – litewski dyrygent. 

## Życiorys
W 1990 w wieku 16 lat założył chór mieszany Psalmos, który prowadził do 2000 roku. W latach 1995–1996 studiował dyrygenturę chóralną i operową w Mozarteum w Salzburgu u Waltera Hagena-Grolla i Karla Kampera . W latach 2002–2004 kontynuował naukę na Litewskiej Akademii Muzyki i Teatru w klasach dyrygentury chóralnej Lionginasa Abariusa i dyrygentury orkiestrowej u Juozasa Domarkasa, które ukończył z tytułem licencjata. Od 2003 wykłada na tamtejszym Wydziale Dyrygentury, od 2015 krótko będąc również tam dziekanem . W latach 2006–2011 był pierwszym dyrygentem Orkiestry Symfonicznej Miasta Kowna, zaś w latach 2009–2014 pierwszym dyrygentem Łotewskiej Opery Narodowej oraz dyrygentem Litewskiego Narodowego Teatru Opery i Baletu . Jesienią 2015 roku objął stanowisko pierwszego dyrygenta i artystycznego dyrektora Litewskiej Narodowej Orkiestry Symfonicznej, a od sierpnia 2018 równolegle przejął obowiązki pierwszego dyrygenta Teatru Operowego i Orkiestry Symfonicznej St. Gallen .
Nagrał ponad 15 płyt z muzyką chóralną i symfoniczną .
Jest jurorem międzynarodowych konkursów, w tym m.in. Międzynarodowego Konkursu dla Młodych Śpiewaków Operowych im. Klaudii Taevy w 2013 .

## Wyróżnienia
Pitrėnas jest zdobywcą pierwszej nagrody (ex aequo z Aleksandarem Markoviciem) na VII Międzynarodowym Konkursie Dyrygentów im. Grzegorza Fitelberga w Katowicach w 2003 roku. W 2012 otrzymał Litewską Narodową Nagrodę Kultury i Sztuki . W 2015 wyróżniono go Nagrodą Rady Bałtyckiej w dziedzinie sztuki .

## Odznaczenia
- Krzyż Oficerski Orderu „Za Zasługi dla Litwy” (2019)[4]
- Krzyż Uznania IV klasy (Łotwa, 2011)[5]